# تجاهل تكتيكي
التجاهل التكتيكي (يُعرَف أيضًا بالتجاهل المُخطَط) هو إحدى الاستراتيجيات السلوكية المُستخدمة في الرد على سلوك تحدٍ يسعى صاحبه للفت الانتباه أو الحصول على رد فعل من الآخرين. ويشيع استخدام هذه الاستراتيجية عندما يكون الشخص، الذي يصدر عنه سلوك يسعى من خلاله للفت الانتباه، سيسعده تلقي أي رد فعل من الآخرين، حتى لو كان سلبيًا. ومثال على ذلك، السعال أو إحداث صوت عالٍ على نحو مفرط من أجل كسب تعاطف الزملاء في العمل، أو الأحباء، أو الأصدقاء، الأمر الذي يعتبره هذا الشخص اهتمامًا مرغوبًا فيه.
والتجاهل التكتيكي يمكن أن يكون أحد عناصر خطط إدارة السلوك التي تتناول عددًا من سلوكيات التحدي. ومن ثم، فهو أحد أساليب الاستجابة لسلوك ما، ويمكن دعمه بجدول زمني للتعزيز الإيجابي وتنمية المهارات في تعلم أسلوب أكثر ملاءمة للفت الانتباه.

## نظرة عامة
التجاهل التكتيكي هو إستراتيجية لا يعكس فيها الشخص أية علامة خارجية توضح أنه قد أدرك سلوكًا ما. ومثال على ذلك، عدم إجراء اتصال بالأعين، أو عدم الاستجابة اللفظية أو البدنية. ومع ذلك، يظل الشخص على وعي بالسلوك، ويراقب الشخص الذي أصدره لضمان سلامته وسلامة الآخرين.
ومن مبادئ التجاهل التكتيكي تحليل السلوك لمعرفة الرسالة التي يحاول الشخص الذي أصدر السلوك توصيلها. وهذه الرسالة (وهي الحاجة إلى الاهتمام أو تلقي رد فعل معين) تتطلب اتخاذ رد فعل. ويكون الهدف هو منح الشخص (لا سيما الطفل) الاهتمام الإيجابي الجيد لإظهاره السلوك الملائم، أو عدم إظهاره السلوك المرغوب فيه. فعندما يصدر الطفل سلوكًا مرغوبًا فيه من أجل الحصول على الاهتمام، قد يكون من الأفضل تجاهل سلوكه تكتيكيًا. وتستخدم هذه الاستراتيجية الأساس نفسه الذي يستخدمه دعم السلوك الإيجابي وتحليل السلوك التطبيقي من حيث التشجيع على السلوك الإيجابي عن طريق التعزيز الإيجابي، وردع السلوك غير المرغوب فيه عن طريق التجاهل أو التعزيز السلبي.

## سلوكيات تناسب التجاهل التكتيكي
يهدف سلوك المرء، في بعض الأحيان، إلى لفت الانتباه، وبالتالي تكون أفضل إستراتيجية للتعامل معه هي تجاهله. فالنتيجة الإيجابية لهذا السلوك هي الحصول على الاهتمام. وعند غياب ذلك، من المفترض أن يتوقف هذا السلوك في النهاية. وبالرغم من إمكانية استخدام التجاهل التكتيكي مع أساليب أخرى في العديد من المواقف، فإنه يكون أكثر فعالية في الرد على سلوكيات من قبيل الشتم، والصراخ، والعبوس.

## التجاهل التكتيكي والتعزيز الإيجابي
يرى مناصرو التجاهل التكتيكي أن هذا الأسلوب يحقق أفضل النتائج عندما يصاحبه التعزيز الإيجابي. ومثال على ذلك دخول الطفل في نوبة غضب من أجل لفت الانتباه إليه. في هذه الحالة، إذا حصل الطفل على عناق دافئ أو حتى توبيخ، يكون قد حصل على الانتباه الذي يرغب فيه. ومن ثم، ينبغي على الأب أو الأم تجاهل نوبة غضبه. وعندما يتوقف عما يفعله، تتم مكافأة الطفل على الفور بمدحه، أو ببعض الحلوى، أو السماح له بأداء نشاط مفضل لديه. ومن الأفضل أن يكون التعزيز الإيجابي محددًا، مثل: "كم هو رائع أن تكون هادئًا!"، بديلاً من "فتى مطيع!"